# 基亞斯尼亞先湖

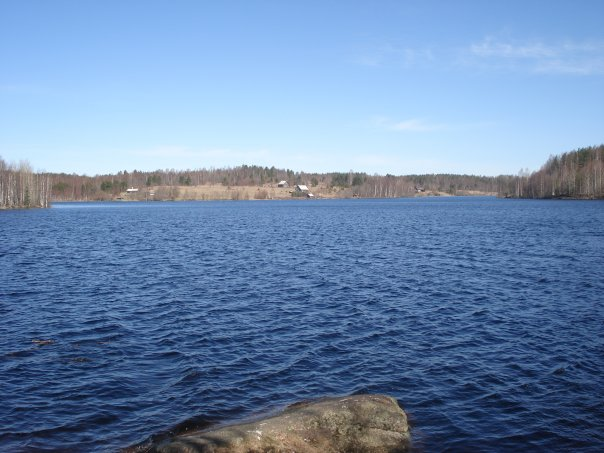

61°39′5″N 31°59′30″E / 61.65139°N 31.99167°E
基亞斯尼亞先湖（俄语：Кяснясенъярви），是俄羅斯的湖泊，位於該國西北部，由卡累利阿共和國負責管轄，長3公里、寬0.8公里，面積1.4平方公里，平均水深3米，最大水深10米。